# António José Xavier de Camões de Albuquerque Moniz e Sousa
D. António José Xavier de Camões de Albuquerque Moniz e Sousa foi o 5º conde de Vila Verde, filho do 3º Marquês de Angeja, nasceu em 1 de outubro de 1736 e morreu solteiro em 1755. 
O título lhe foi renovado por carta, em 3 de setembro de 1750, de D. José I de Portugal.